# Walt Michaels
Walt Michaels (Swoyersville, 16 ottobre 1929 – Plains, 10 luglio 2019) è stato un allenatore di football americano e giocatore di football americano statunitense.

## Biografia

### Infanzia
Settimo di otto figli di genitori polacchi e con un padre che lavorava come minatore in una miniera di carbone, Michaels ha trascorso la sua infanzia a Swoyersville. Suo padre gli ha dato il suo primo consiglio come giocatore di football americano e Walt Michaels è poi entrato nella Washington and Lee University dopo aver studiato alla Swoyersville High School. È morto il 10 luglio 2019 a 89 anni.

### Carriera
Ha allenato la squadra di football americano dei New York Jets nella American Football National League (NFL) per 6 anni dal 1977 al 1982. Nella sua attiva carriera sportiva, Michaels ha giocato per le squadre di football americano dei Green Bay Packers, Cleveland Browns e New York Jets.